# 范隆 (西漢)
范隆（？—？），字偉公，扶風平陵人。西漢政治人物，漢成帝永始年間任東萊太守。元延元年（前12年）升遷太僕。及後改為右扶風、冀州牧。

## 參看
- 東萊郡